# Gule Wamkulu
Le Gule Wamkulu est une danse rituelle des populations Chewa au Malawi, en Zambie et au Mozambique. C'est un culte des sociétés initiatiques masculines Nyau.

## Origines et fonctions
Le Gule Wamkulu est un culte secret qui se présente comme une danse rituelle effectuée par les hommes initiés de la confrérie Nyau. Il est effectué à l'occasion de changements de saisons ou de passage de la vie à la mort : après la moisson de juillet, lors de l'entrée en fonction ou de la mort d'un chef, de mariages et de funérailles. Cette danse rituelle est datée du grand empire Chewa, au dix-septième siècle. Il a survécu aux interdictions des colons britanniques et des missionnaires, en intégrant des éléments du christianisme tout en conservant ses pratiques traditionnelles, la majorité des hommes Chewa pratiquant un syncrétisme en faisant partie à la fois d'une église et d'une société initiatique Nyau. Le Gule Wamkulu est pour ceux qui l'effectuent, un seuil clé de leur initiation, et pour les villageoises et villageois, une célébration d'un moment de transformation dans la vie collective. Pourtant, ce rituel perd petit à petit ses significations traditionnelles et devient souvent une attraction touristique.

## Description et personnages

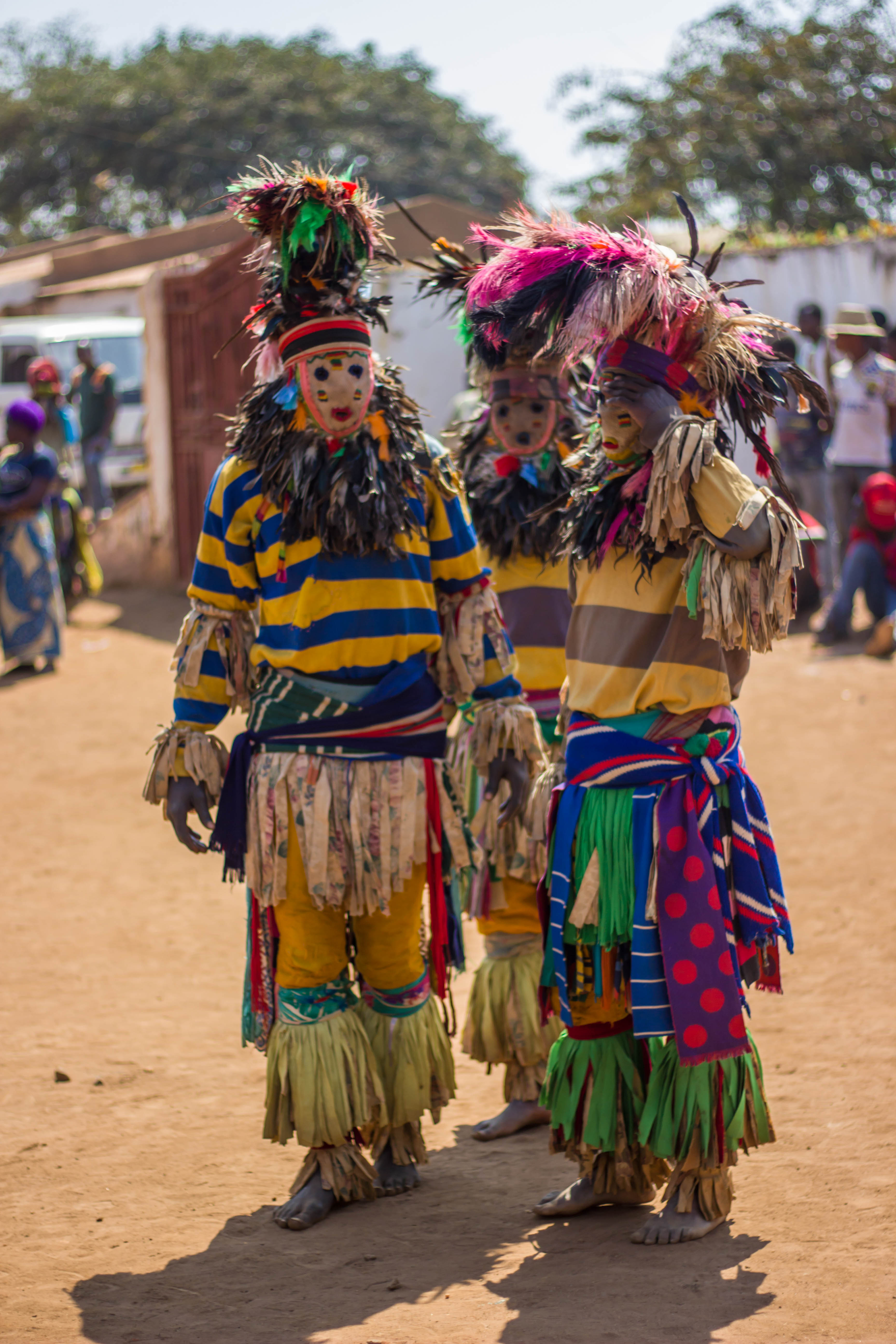
Tenues portées à l'occasion du Gule Wamkulu.

La « danse majestueuse » du Gule Wamkulu est l'occasion pour les danseurs, de représenter différents personnages symboliques. Ils portent des masques en bois et des costumes en paille, pour représenter des créatures variées (animaux sauvages, esprit des morts, marchand d'esclaves, hélicoptère…). Chaque masque représente un personnage particulier dont les comportements permettent de transmettre des valeurs morales et sociales, tout en divertissant et effrayant les villageois. Quelques exemples : Kasinja est le premier masque du spectacle traditionnel Nyau. Il représente l'homme impuissant, et est moqué par les femmes de la communauté. Il invite à se défouler. Wamsala, le fou du village, invite quant à lui à accepter l'autre, y compris lorsque son apparence est très différente. Mbano est un animal fantastique qui rassemble les caractéristiques de différents animaux et fait appel à l'imagination des Chewas. Maria est un personnage créé pendant l'époque coloniale, donnant l'occasion aux Chewas de se moquer des colons. Mkhwele est représenté comme un grand gorille et invite à rappeler le lien entre l'homme et la nature. Mbiyazo est l'esprit des morts. Enduit d'argile, il vient visiter et conseiller les villageois. Kankhala, l'ancêtre du lieu, partage sa sagesse et son apaisement.

## Rituel masculin dans une société matrilinéaire
La société Chewa traditionnelle est matrilinéaire, les hommes y ont un rôle assez marginal. En effet, à l'occasion du mariage, l'homme va vivre dans la maison de son épouse et doit y aider sa belle famille. Il n'est pas reconnu comme un membre de la famille à part entière. Son pouvoir et son contrôle sur la famille qu'il fonde reste très limité. Le Nyau est une société initiatique masculine, qui dans ce contexte, est analysé comme une compensation psychologique et un moyen d'accéder à des liens solides de collectivité et de solidarité que l'idéologie matrilinéaire de la société dans laquelle ils vivent leur refuse. Le rituel du Gule Wamkulu, est, dans les sociétés Nyau, un aboutissement du parcours initiatiques des jeunes hommes, marquant leur passage à l'âge adulte. 

## Patrimoine culturel immatériel de l'humanité
Le Gule Wamkulu est inscrit sur la liste représentative du patrimoine culturel immatériel de l’humanité de l'Unesco en 2008. 
Le projet de sauvegarde et de protection de cette expression culturelle intègre notamment le soutien à la formation et à la transmission (dont la mise en œuvre d'un programme académique), la mise en place d'outils et d'événements de promotion et de sensibilisation du grand public, la documentation et recherche liée au Gule Wamkulu, et donnant lieu à des publications, ou encore la protection juridique. Ce processus de valorisation et de protection associe les membres de la communauté et les praticiens à l'organisation et au suivi.